# Le Plessis-Placy
 (novembre 2009).
Si vous disposez d'ouvrages ou d'articles de référence ou si vous connaissez des sites web de qualité traitant du thème abordé ici, merci de compléter l'article en donnant les références utiles à sa vérifiabilité et en les liant à la section « Notes et références ».
Pour les articles homonymes, voir Le Plessis.
Le Plessis-Placy est une commune française, située dans le département de Seine-et-Marne en région Île-de-France.

## Géographie

### Localisation
La commune est située à environ  15,5 kilomètres au nord-est de Meaux.

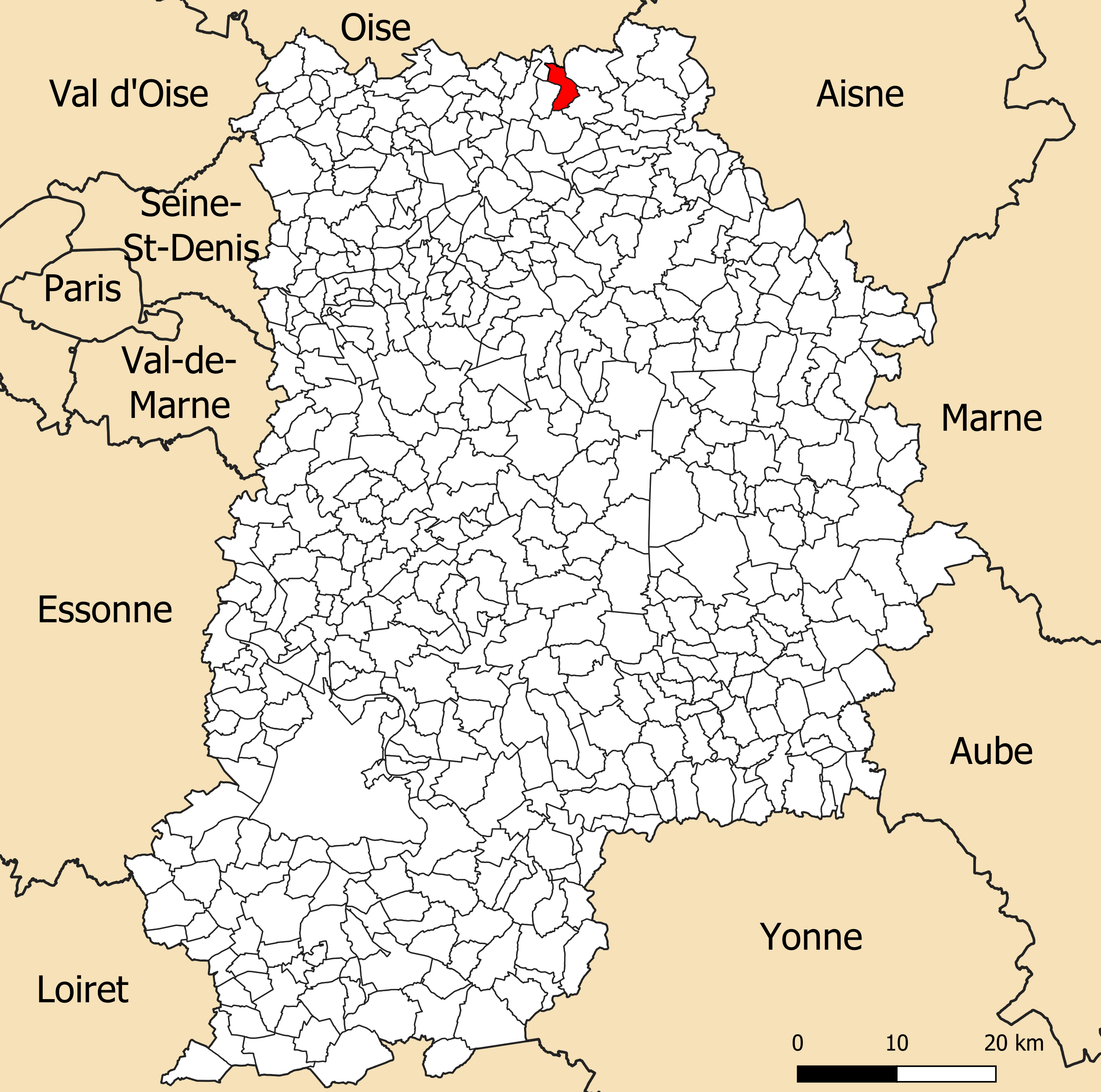
Localisation de la commune de Le Plessis-Placy dans le département de Seine-et-Marne.

### Communes limitrophes

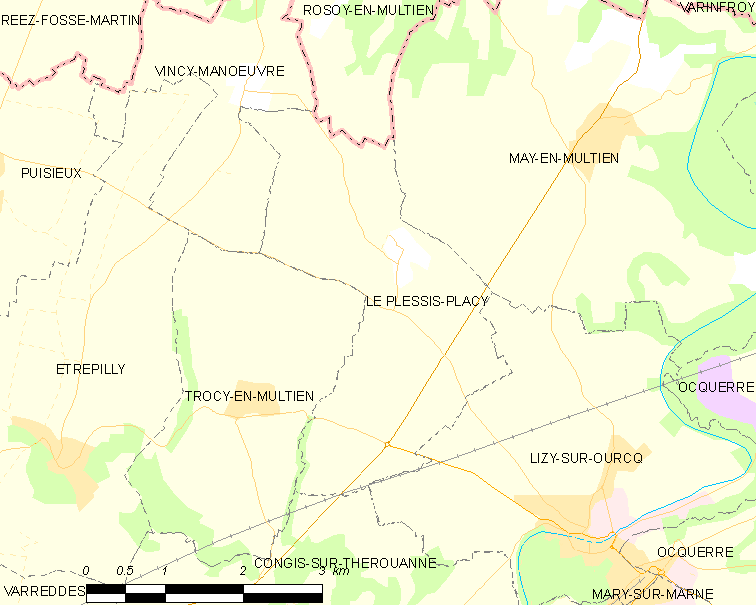
Carte des communes limitrophes de Le Plessis-Placy.

| Vincy-Manœuvre   | Rosoy-en-Multien (Oise) | May-en-Multien |
| Trocy-en-Multien | Le Plessis-Placy        |                |
|                  | Congis-sur-Thérouanne   | Lizy-sur-Ourcq |

### Hydrographie

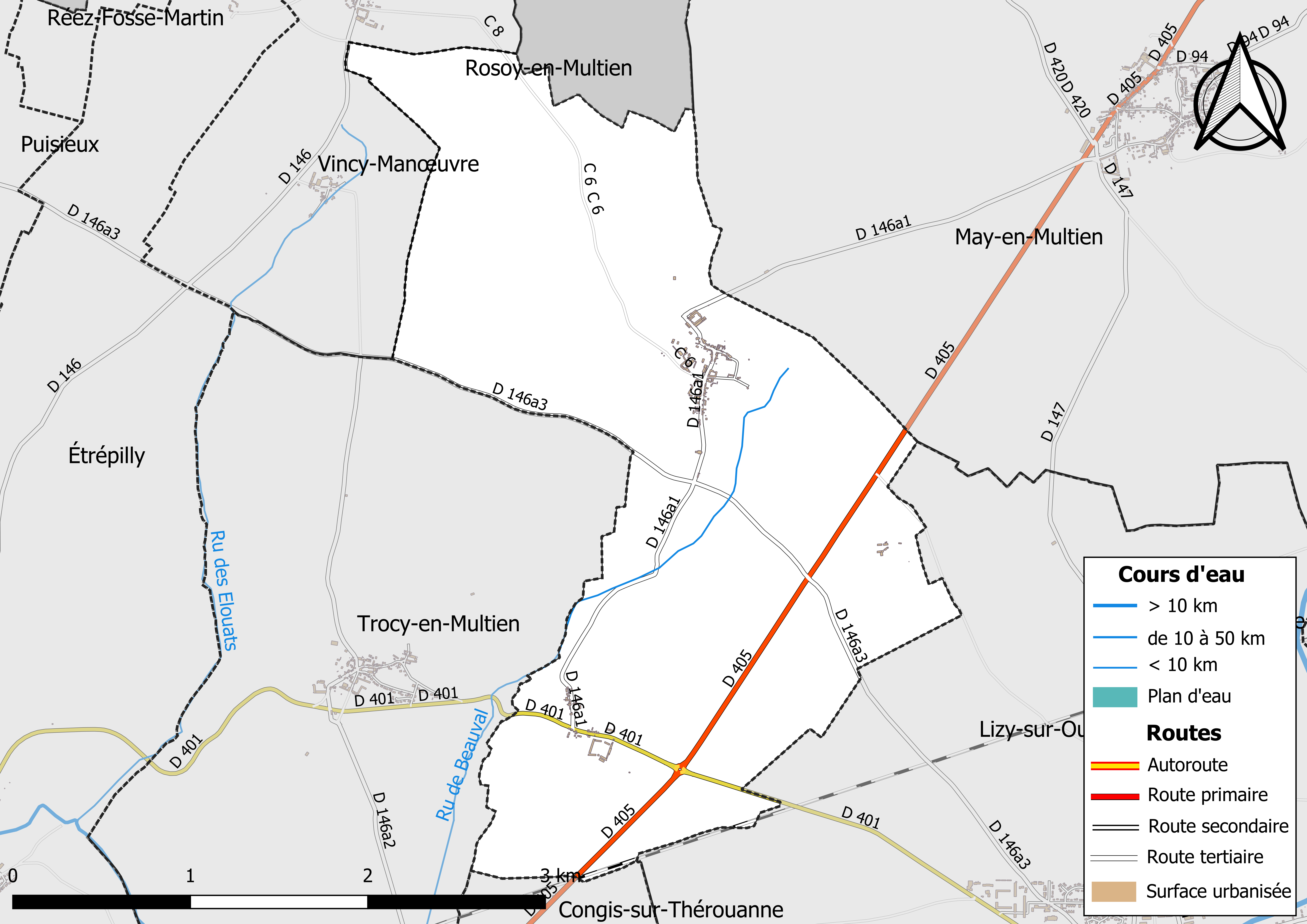
Carte des réseaux hydrographique et routier du Plessis-Placy.

La commune ne comporte aucun cours d'eau,.
On note néanmoins la présence d'un fossé : le ru de Beauval, long de 4,74 km, affluent de la Thérouanne.
Sa longueur totale sur la commune est de 2,04 km. Sur le territoire du Plessis Placy, celui ci n'a pas un lit naturel, l'eau est souvent absente l'été et il n'est pas alimenté par une source, il ne peut donc pas être qualifié de cours d'eau.

### Climat
Pour des articles plus généraux, voir Climat de l'Île-de-France et Climat de Seine-et-Marne.
En 2010, le climat de la commune est de type climat océanique dégradé des plaines du Centre et du Nord, selon une étude du CNRS s'appuyant sur une série de données couvrant la période 1971-2000. En 2020, Météo-France publie une typologie des climats de la France métropolitaine dans laquelle la commune est exposée à un climat océanique altéré et est dans la région climatique Nord-est du bassin Parisien, caractérisée par un ensoleillement médiocre, une pluviométrie moyenne régulièrement répartie au cours de l’année et un hiver froid (3 °C).
Pour la période 1971-2000, la température annuelle moyenne est de 10,8 °C, avec une amplitude thermique annuelle de 15,4 °C. Le cumul annuel moyen de précipitations est de 730 mm, avec 11,1 jours de précipitations en janvier et 8,4 jours en juillet. Pour la période 1991-2020, la température moyenne annuelle observée sur la station météorologique la plus proche, située sur la commune de Changis-sur-Marne à 11 km à vol d'oiseau, est de 11,9 °C et le cumul annuel moyen de précipitations est de 710,1 mm,. Pour l'avenir, les paramètres climatiques de la commune estimés pour 2050 selon différents scénarios d'émission de gaz à effet de serre sont consultables sur un site dédié publié par Météo-France en novembre 2022.

### Milieux naturels et biodiversité
Aucun espace naturel présentant un intérêt patrimonial n'est recensé sur la commune dans l'inventaire national du patrimoine naturel,,.

## Urbanisme

### Typologie
Au 1er janvier 2024, Le Plessis-Placy est catégorisée commune rurale à habitat dispersé, selon la nouvelle grille communale de densité à sept niveaux définie par l'Insee en 2022.
Elle est située hors unité urbaine. Par ailleurs la commune fait partie de l'aire d'attraction de Paris, dont elle est une commune de la couronne,. Cette aire regroupe 1 929 communes,.

### Lieux-dits et écarts
La commune compte 32 lieux-dits administratifs répertoriés consultables ici dont deux hameaux : Beauval et Saint Faron.

### Occupation des sols
L'occupation des sols de la commune, telle qu'elle ressort de la base de données européenne d’occupation biophysique des sols Corine Land Cover (CLC), est marquée par l'importance des territoires agricoles (96,7 % en 2018), en diminution par rapport à 1990 (99,7 %). La répartition détaillée en 2018 est la suivante : 
terres arables (96,6 %), zones urbanisées (3,1 %), forêts (0,3 %), zones agricoles hétérogènes (0,1 %).
Parallèlement, L'Institut Paris Région, agence d'urbanisme de la région Île-de-France, a mis en place un inventaire numérique de l'occupation du sol de l'Île-de-France, dénommé le MOS (Mode d'occupation du sol), actualisé régulièrement depuis sa première édition en 1982. Réalisé à partir de photos aériennes, le Mos distingue les espaces naturels, agricoles et forestiers mais aussi les espaces urbains (habitat, infrastructures, équipements, activités économiques, etc.) selon une classification pouvant aller jusqu'à 81 postes, différente de celle de Corine Land Cover,,. L'Institut met également à disposition des outils permettant de visualiser par photo aérienne l'évolution de l'occupation des sols de la commune entre 1949 et 2018.

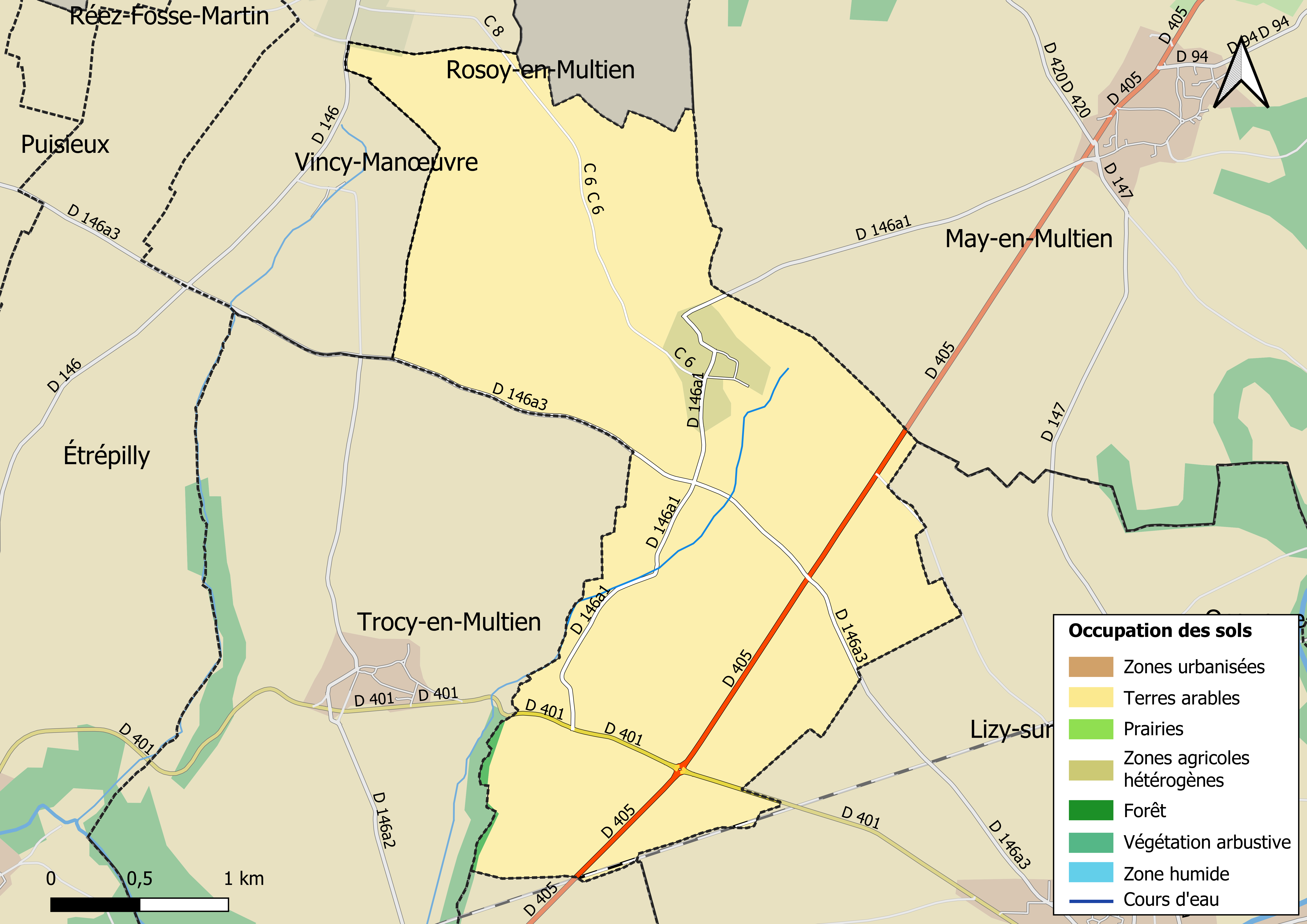
Carte des infrastructures et de l'occupation des sols en 2018 (CLC) de la commune.
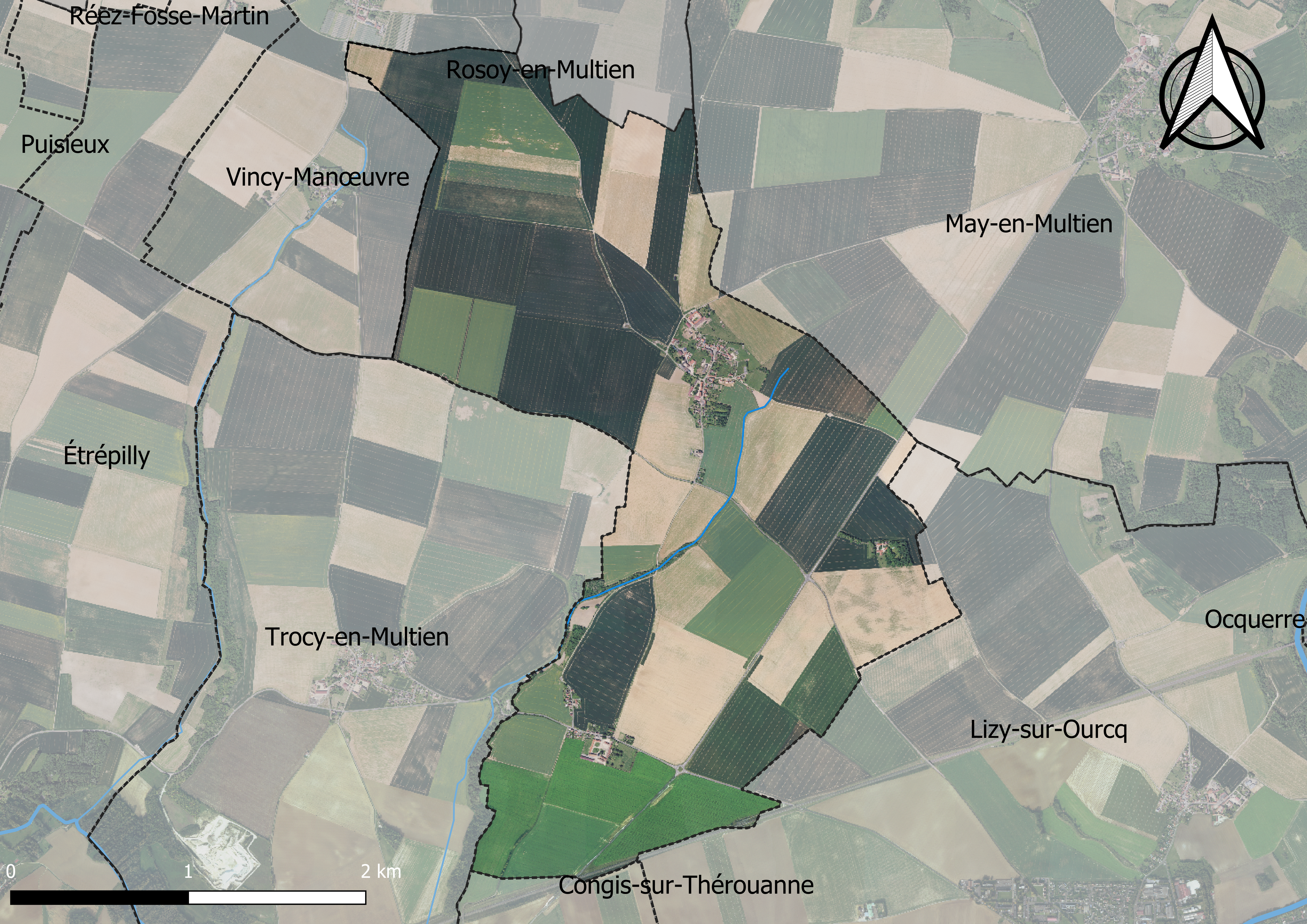
Carte orhophotogrammétrique de la commune.

### Planification
La loi SRU du 13 décembre 2000 a incité les communes à se regrouper au sein d’un établissement public, pour déterminer les partis d’aménagement de l’espace au sein d’un SCoT, un document d’orientation stratégique des politiques publiques à une grande échelle et à un horizon de 20 ans et s'imposant aux documents d'urbanisme locaux, les PLU (Plan local d'urbanisme). La commune est dans le territoire du SCOT Marne Ourcq, approuvé le 6 avril 2017 et porté par le syndicat mixte Marne-Ourcq regroupant 41 communes du Pays de l'Ourcq et du Pays Fertois.
La commune, en 2019, avait engagé l'élaboration d'un plan local d'urbanisme.

### Logement
En 2017, le nombre total de logements dans la commune était de 115 dont 98,3 % de maisons (maisons de ville, corps de ferme, pavillons, etc.) et 1,7 % d'appartements.
Parmi ces logements, 83,5 % étaient des résidences principales, 2,6 % des résidences secondaires et 13,9 % des logements vacants.
La part des ménages fiscaux propriétaires de leur résidence principale s'élevait à 65,6 % contre 30,2 % de locataires et 4,2 % logés gratuitement.

## Toponymie
Le nom de la localité est mentionné sous les formes Placeium en 1184 ; Plessetum de Placi en 1249 ; Domus de Plesseto de Placito en 1254 ; Placetum au XIIIe siècle ; J. de Plesseto Placiaci en 1300 ; Le Plessier de Placy en 1557 ; Le Plessis du Placy en 1565 ; Le Plessier Placy en 1753.
Plessis : terme d’origine romane, désignant un endroit protégé par une palissade faite de branches entrelacées.
Le déterminant placy, est issu du nom primitif de l'endroit (du latin placitum). Le Plessis-Placy avait une place pour un marché ou un plaid.

## Histoire
En 1738, il existe un moulin à vent sur la commune. Il est localisé géométriquement sur une carte manuscrite de Maraldi-Cassini III.

## Politique et administration

### Liste des maires
| Période                                  | Période  | Identité                | Étiquette | Qualité         |
| ---------------------------------------- | -------- | ----------------------- | --------- | --------------- |
| Les données manquantes sont à compléter. |          |                         |           |                 |
| mars 2014                                | 2020     | Catherine Garnier       |           | sans profession |
| 2020                                     | En cours | Charles-Auguste Benoist |           | Agriculteur     |

## Équipements et services

### Eau et assainissement
L’organisation de la distribution de l’eau potable, de la collecte et du traitement des eaux usées et pluviales relève des communes. La loi NOTRe de 2015 a accru le rôle des EPCI à fiscalité propre en leur transférant cette compétence. Ce transfert devait en principe être effectif au 1er janvier 2020, mais la loi Ferrand-Fesneau du 3 août 2018 a introduit la possibilité d’un report de ce transfert au 1er janvier 2026,.

#### Assainissement des eaux usées
En 2020, la gestion du service d'assainissement collectif de la commune du Plessis-Placy est assurée par la communauté de communes du Pays de l'Ourcq (CCPO) pour la collecte, le transport et la dépollution. Ce service est géré en délégation par une entreprise privée, dont le contrat arrive à échéance le 29 février 2024,,.
L’assainissement non collectif (ANC) désigne les installations individuelles de traitement des eaux domestiques qui ne sont pas desservies par un réseau public de collecte des eaux usées et qui doivent en conséquence traiter elles-mêmes leurs eaux usées avant de les rejeter dans le milieu naturel. La communauté de communes du Pays de l'Ourcq (CCPO) assure pour le compte de la commune le service public d'assainissement non collectif (SPANC), qui a pour mission de vérifier la bonne exécution des travaux de réalisation et de réhabilitation, ainsi que le bon fonctionnement et l’entretien des installations,.

#### Eau potable
En 2020, l'alimentation en eau potable est assurée par la communauté de communes du Pays de l'Ourcq (CCPO) qui en a délégué la gestion à une entreprise privée, dont le contrat expire le 31 décembre 2023,.
Les nappes de Beauce et du Champigny sont classées en zone de répartition des eaux (ZRE), signifiant un déséquilibre entre les besoins en eau et la ressource disponible. Le changement climatique est susceptible d’aggraver ce déséquilibre. Ainsi afin de renforcer la garantie d’une distribution d’une eau de qualité en permanence sur le territoire du département, le troisième Plan départemental de l’eau signé, le 3 octobre 2017, contient un plan d’actions afin d’assurer avec priorisation la sécurisation de l’alimentation en eau potable des Seine-et-Marnais. A cette fin a été préparé et publié en décembre 2020 un schéma départemental d’alimentation en eau potable de secours dans lequel huit secteurs prioritaires sont définis. La commune fait partie du secteur CCPO.

## Population et société
L'évolution du nombre d'habitants est connue à travers les recensements de la population effectués dans la commune depuis 1793. Pour les communes de moins de 10 000 habitants, une enquête de recensement portant sur toute la population est réalisée tous les cinq ans, les populations de référence des années intermédiaires étant quant à elles estimées par interpolation ou extrapolation. Pour la commune, le premier recensement exhaustif entrant dans le cadre du nouveau dispositif a été réalisé en 2007.

En 2022, la commune comptait 296 habitants, en évolution de +9,23 % par rapport à 2016 (Seine-et-Marne : +3,92 %, France hors Mayotte : +2,11 %).
| 1793 | 1800 | 1806 | 1821 | 1831 | 1836 | 1841 | 1846 | 1851 |
| ---- | ---- | ---- | ---- | ---- | ---- | ---- | ---- | ---- |
| 329  | 316  | 379  | 357  | 328  | 337  | 307  | 306  | 315  |

| 1856 | 1861 | 1866 | 1872 | 1876 | 1881 | 1886 | 1891 | 1896 |
| ---- | ---- | ---- | ---- | ---- | ---- | ---- | ---- | ---- |
| 302  | 312  | 298  | 313  | 332  | 352  | 288  | 324  | 314  |

| 1901 | 1906 | 1911 | 1921 | 1926 | 1931 | 1936 | 1946 | 1954 |
| ---- | ---- | ---- | ---- | ---- | ---- | ---- | ---- | ---- |
| 303  | 290  | 255  | 231  | 333  | 323  | 277  | 307  | 294  |

| 1962 | 1968 | 1975 | 1982 | 1990 | 1999 | 2006 | 2007 | 2012 |
| ---- | ---- | ---- | ---- | ---- | ---- | ---- | ---- | ---- |
| 244  | 198  | 204  | 199  | 224  | 262  | 264  | 264  | 276  |

| 2017 | 2022 | - | - | - | - | - | - | - |
| ---- | ---- | - | - | - | - | - | - | - |
| 268  | 296  | - | - | - | - | - | - | - |

## Économie

### Agriculture
Le Plessis-Placy est dans la petite région agricole dénommée la « Goële et Multien », regroupant deux petites régions naturelles, respectivement la Goële et le pays de Meaux (Multien). En 2010, l'orientation technico-économique de l'agriculture sur la commune est diverses cultures (hors céréales et oléoprotéagineux, fleurs et fruits).
Si la productivité agricole de la Seine-et-Marne se situe dans le peloton de tête des départements français, le département enregistre un double phénomène de disparition des terres cultivables (près de 2 000 ha par an dans les années 1980, moins dans les années 2000) et de réduction d'environ 30 % du nombre d'agriculteurs dans les années 2010. Cette tendance se retrouve au niveau de la commune où le nombre d’exploitations est passé de 7 en 1988 à 5 en 2010. Parallèlement, la taille de ces exploitations diminue, passant de 172 ha en 1988 à 165 ha en 2010.
Le tableau ci-dessous présente les principales caractéristiques des exploitations agricoles du Plessis-Placy, observées sur une période de 22 ans : 
|                                      | 1988  | 2000 | 2010 |
| ------------------------------------ | ----- | ---- | ---- |
| Dimension économique,                |       |      |      |
| Nombre d’exploitations (u)           | 7     | 5    | 5    |
| Travail (UTA)                        | 20    | 11   | 9    |
| Surface agricole utilisée (ha)       | 1 207 | 839  | 826  |
| Cultures                             |       |      |      |
| Terres labourables (ha)              | 1 197 | 831  | 821  |
| Céréales (ha)                        | 651   | 463  | 416  |
| dont blé tendre (ha)                 | 502   | 389  | 366  |
| dont maïs-grain et maïs-semence (ha) | 149   | s    | 20   |
| Tournesol (ha)                       | s     |      |      |
| Colza et navette (ha)                | 96    | 52   | 81   |
| Élevage                              |       |      |      |
| Cheptel (UGBTA)                      | 38    | 34   | 16   |

## Culture locale et patrimoine

### Lieux et monuments
- L’église Saint-Victor des XIIIe et XVIe siècles est située à l'extérieur du village par suite d'une épidémie. il ne reste que quelques éléments de la tour du clocher et du mur nord du XIIe siècle. Cette église aurait été selon la légende le lieu d'un événement peu banal : Bernier, laboureur et la veuve Clairin ayant chacun 12 enfants les auraient unis les uns aux autres et convolèrent également le même jour. Le vitrail qui relatait cet événement a été détruit par un ouragan en 1770[52]. Le pignon de l'édifice s'étant affaissé en 1984, une campagne de restauration est  alors lancée pour l'ensemble du bâtiment. L'église abrite du mobilier classé monument historique :
  - le retable Le martyre de saint Victor offert en 1707 par le curé du village Jean-Baptiste Guyard ;
  - la dalle funéraire de l'abbé Vincent à l'intérieur de l'église : l'effigie du défunt, curé de la paroisse au XVIe ou XVIIe siècle, y est gravée mais l'épitaphe est partiellement illisible (4e quart du XVIe siècle ou début du XVIIe siècle), classée en 1977 aux Monuments Historiques ;
  - le vitrail de sainte Barbe, verre transparent de forme ronde et d'un diamètre de 35 environ[à vérifier][53], sainte Barbe y est représentée avec sa tour, classé aux Monuments Historiques en 1908.

### Personnalités liées à la commune
- Antoine-Bernard Hanoteau (4 octobre 1750, Le Plessis-Placy - 23 novembre 1822, Meaux), homme politique, député aux États généraux de 1789.
- Jean-Baptiste Théodon, sculpteur du retable : Le martyre de saint Victor en 1707.